# Ласло Кунц
Ласло Кунц (угор. László Kuncz, 29 липня 1957 — 6 грудня 2020) — угорський ватерполіст.
Бронзовий призер Олімпійських Ігор 1980 року.
Срібний призер Чемпіонату світу з водних видів спорту 1982 року.
Бронзовий призер Чемпіонату Європи з водного поло 1981 року.